# 拜奈代克·加博尔
拜奈代克·加博尔（匈牙利語：Benedek Gábor，1927年3月23日—），匈牙利男子现代五项运动员。他曾获得1952年夏季奥运会现代五项比赛男子团体金牌和男子个人银牌。他也参加了1956年夏季奥运会。